# Hải giám Trung Quốc
Hải giám Trung Quốc (tiếng Trung: 中国海监总队; bính âm: Zhōngguó Hǎijiān Zǒngduì, Hán-Việt: Trung Quốc Hải giám Tổng đội; tiếng Anh: China Marine Surveillance) là cơ quan giám sát hàng hải của Cộng hòa Nhân dân Trung Hoa. Hải giám là một trong 5 tổ chức hành pháp liên quan đến bờ biển ở quốc gia này, gồm: Hải cảnh - lực lượng bán quân sự tuần tra bờ biển; Ủy ban an toàn hàng hải - chịu trách nhiệm tìm kiếm và giải cứu ven biển; Ngư chính - quản lý các hoạt động đánh cá; Hải quan - giám sát ngăn chặn buôn lậu; và giám sát, kiểm tra, theo dõi các vùng biển, hải phận thuộc Trung Quốc.
Hải giám là tổ chức được thành lập mới đây nhất trong các cơ quan nêu trên, vào năm 1998. Cơ quan này thực chất là lực lượng cảnh sát của Cục Hải dương Nhà nước Trung Quốc (trực thuộc Quốc vụ viện), chịu trách nhiệm các vùng nước không thuộc lãnh thổ lãnh hải Trung Quốc, ở những nơi mà Trung Quốc đơn phương tuyên bố vùng đặc quyền kinh tế của mình. Hải giám cũng là cơ quan thực thi luật môi trường của Trung Quốc tại các vùng duyên hải.
Theo kế hoạch của Trung Quốc, lực lượng của Hải giám sẽ tăng quân số từ 9.000 lên 10.000 người, mua thêm 36 tàu tuần tra. Hải giám thời điểm 2011 có 300 tàu và 10 máy bay. Ngoài ra, Hải giám cũng thu thập và điều phối dữ liệu từ các hoạt động của tổ chức tại 10 thành phố lớn và 170 đơn vị hành chính khác ở vùng vùng duyên hải.